# Винья, Пьетро делла
Пьетро делла Винья (итал. Pietro della Vigna; около 1190—1249) — итальянский политик, дипломат, юрист и поэт.
Происхождение Пьетро не ясно. После обучения в Болонском университете он был представлен императору Фридриху II; стал нотариусом, затем судьёй Великого суда. Впоследствии стал одним из главных советников императора. Он исполнял важные дипломатические поручения при папском дворе и в Англии; был логофетом императора Фридриха II. Обвинённый в хищениях и заговоре с целью отравления императора, был осуждён и ослеплён раскалённым железом. Считается, что Пьетро покончил с собой в тюрьме. Данте упомянул Пьетро в Божественной комедии, поместив его в седьмой круг ада с самоубийцами. Пьетро делла Винья занимает видное место в истории итальянской литературы как поэт Сицилийской школы и мастер арс диктанди.

## Биография

### Начало карьеры
Пьетро делла Винья родился в городе Капуя около 1190 года. Год рождения определён исходя из того, что к моменту смерти Пьетро было 60 лет. Возможно, он происходил из благородной семьи. Известно, что во время правления императора Генриха VI, в Кастелламаре и Скафати кастеляном был некто Генрих делла Винья. Отцом Пьетро был судья из Капуи по имени Анджело, однако нет данных о том, был ли он судьёй до того, как Пьетро занял пост при дворе императора, или же его положение было следствием высокой должности сына. Пьетро подписывался так: «Я, Пьетро делла Винья, сын покойного судьи Анджело».
Пьетро изучал право в университете Болоньи. Получив классическое образование, он прекрасно владел латынью и имел поэтический дар. Около 1220 года архиепископ Палермо Берардо рекомендовал его императору Фридриху II, который оценил таланты Пьетро и привлёк его к деятельности при дворе в качестве нотариуса и писаря императорской канцелярии. Впервые Пьетро упоминается в документах двора императора в 1224 году/25, когда он стал одним из четырёх членов Великого суда (лат. Magnae Curiae judices), высшего трибунала королевства. С 1225 по 1247 годы Пьетро делла Винья официально не занимал других постов, кроме этого, и, хотя в документах за март 1237 года он назван «судья Капуи и имперского суда» (лат. «judex Capuae et imperialis Curiae»), вполне вероятно, что звание судьи Капуи было только почётным, и что Пьетро принял его после смерти своего отца номинально.
В 1230 году Пьетро участвовал в переговорах при заключении мирного соглашения с папой в Чепрано, добившись снятия отлучения с Фридриха, наложенного в 1227 году. Он был одним из основных авторов концепции и текста Мельфийских конституций (лат. Liber augustalis), подписанных императором в 1231 году. С конца 1232 года Пьетро начинает выступать на первых ролях в важных переговорах. Во время борьбы с Ломбардской лигой он вёл переговоры от имени Фридриха (1232—1233 годы). В октябре 1232 года он находился в Риме при папском дворе, присылая Фридриху отчёты. В декабре вместе с двумя другими членами Великого суда, Генрихом делла Морра и Пьетро ди Сан-Джермано, Пьетро вёл новые переговоры с папой, стараясь заверить его в добрых намерениях Фридриха.

### Советник императора
С 1234 года Пьетро де ла Винья уже не появлялся в Великом суде как обычный судья, а приходил только в крайнем случае по делам императора. В августе 1234 года он был отправлен в Англию для переговоров о браке Фридриха с Изабеллой, сестрой короля Генриха III Английского. Фридрих был настолько доволен результатами, что в ноябре Пьетро опять поехал в Англию, имея уже широкие полномочия для обсуждения темы приданого и замещения жениха при венчании по доверенности. Посольство прибыло в Лондон в начале 1235 года, а 22 февраля на венчании в Вестминстерском соборе Пьетро занимал место Фридриха (Роджер Вендоверский называет 27 февраля). Затем Пьетро доставил Изабеллу в Кёльн к её мужу, а 15 июля в Вормсе была отпразднована свадьба. Успешное выполнение такого ответственного поручения принесло Пьетро добрые отношения с английским королём, помимо роста доверия Фридриха.
Весной 1237 года Пьетро вместе с Великим магистром Тевтонского ордена Германом фон Зальца выполнял поручение Фридриха, отправившись в новое посольство к папе Григорию IX. Григорий пытался остановить вторжение императора в Северную Италию дипломатическими шагами, но напрасно. Переговоры между городами Ломбардии, папой и императорскими дипломатами провалились. Фридрих вторгся в Ломбардию и 27 ноября 1237 года разбил силы Ломбардской лиги в битве при Кортенуова.
С годами доверие Фридриха к Пьетро и влияние последнего на императора увеличивались. В 1238—1247 годах Пьетро называли близким советчиком Фридриха. Это было время его наибольшего влияния. В начале 1238 года Пьетро сопровождал Фридриха и его сына Конрада в Верону и оставался вместе с императором на севере Италии во время борьбы с Ломбардской лигой. Аббат одного из монастырей, в которых Фридрих останавливался со свитой, назвал Пьетро «первым из императорских любимцев».
С 1239 года документы показывают, что Пьетро в сотрудничестве с Таддео ди Сессой руководил императорской канцелярией. В круг дел, относящихся к компетенции Пьетро, входили: охрана и ремонт замков, снабжение войск, наказание изменников, надзор за казной, церковные дела, надзор за университетом Неаполя. Пьетро участвовал во всех важных кампаниях Фридриха и находился при императоре во время его разъездов. 9 февраля 1239 года Пьетро сопровождал Фридриха и его бастарда Энцо на собрание депутатов гибеллинских городов в Фолиньо; в апреле помогал императору на имперском совете в Фодже. В августе Пьетро заверил в Павии вместе с Манфредом дарение в пользу Фридриха со стороны бывшего гвельфа маркиза Монферратского, перешедшего на сторону императора. С сентября 1240 по апрель 1241 года Пьетро находился при Фридрихе, осаждавшем Фаенцу. Во время этой осады Григорий IX решил собрать церковный собор для отлучения Фридриха. После падения Фаенцы Пьетро участвовал в операции, предпринятой в ответ императором, который захватил прелатов, прибывших на собор по морю, и сорвал собор.
Рядом с Фридрихом Пьетро оставался до лета 1243 года. Согласно итальянским хроникам, Пьетро лично принимал участие в аресте Томмазо, сына графа Аквинского, по просьбе его семьи. Юноша решил вступить в орден доминиканцев, что не устраивало его братьев. Во время пребывания императора в Аквапенденте к нему обратился Рейналдо, брат Томмазо, и договорился о заключении последнего в замок в Сан-Джованни. Позже Томмазо прославился как Фома Аквинский. Впрочем, Томас де Кантинпре (1201—1272), современник событий, не упоминает Пьетро в связи с арестом Фомы Аквинского.
Летом 1243 года начались переговоры с новым папой, Иннокентием IV. Императора на этих переговорах представляли Пьетро делла Винья, Таддео де Сесса и Роджер Поркастрелла. Папа протянул время, а сам тайно от Фридриха договорился о созыве в Лионе собора. В марте 1245 года, ещё до начала работы собора, Пьетро сопровождал Фридриха в Фоджу на встречу с патриархами Антиохии и Аквилеи, где обсуждались примирение с папой и новый брак (не состоявшийся из-за очередного отлучения Фридриха) овдовевшего императора с Гертрудой фон Бабенберг, племянницей герцога Австрийского Фридриха.
На Лионском Соборе, открывшемся 26 июня 1245 года, основным вопросом было отлучение Фридриха и лишение его короны императора Священной Римской империи. Некоторые историки обвиняют Пьетро в предательстве, поскольку он не смог предотвратить негативные постановления собора в отношении Фридриха. Однако Пьетро не был защитником императора на процессе. Эту миссию Фридрих поручил Таддео де Сесса: как сообщает хроника, император выслал на собор «судью Тадеуша, учёного-правоведа, обладающего искусным красноречием». Колюччо Салютати писал, что во время собора Пьетро был послан Фридрихом в Парму, поскольку там у папы было много друзей и надо было удержать город в своих руках.
В октябре 1245 года Пьетро отправился во Францию к Людовику IX, к которому Фридрих направил его в поисках посредника между церковью и императором. Предложения, которые император передавал через короля папе, включали обязательство отправиться в крестовый поход и отвоевать всё Иерусалимское королевство. Уже в конце ноября Людовик встречался с папой в Клюни, передал ему предложения императора и призвал Иннокентия к примирению с Фридрихом ради успеха крестового похода, но папа был непреклонен. В феврале 1248 года Пьетро делла Винья и Таддео ди Сесса были с императором в битве при Парме, в которой Фридрих из-за вылазки пармской кавалерии потерял казну. В этой битве погиб Таддео ди Сесса. После этого Пьетро получил освободившуюся должность канцлера и сосредоточил в своих руках власть, ранее разделённую на двоих. Как писал Салимбене Пармский, «он был секретарем императора — император называл его логофетом — и занимал очень высокое положение при императорском дворе». Пьетро покровительствовал родственникам и разбогател. Согласно Гвидо Бонатти, все родственники Пьетро были пристроены на хорошие должности и нажили во время его пребывания при дворе богатства. Наследство Пьетро Гвидо Бонатти оценил в 10 000 августалей, помимо прочих ценностей. Дом Пьетро в Неаполе в хрониках называется дворцом, в октябре 1254 года в нём на некоторое время останавливался сам папа.

### Падение и смерть

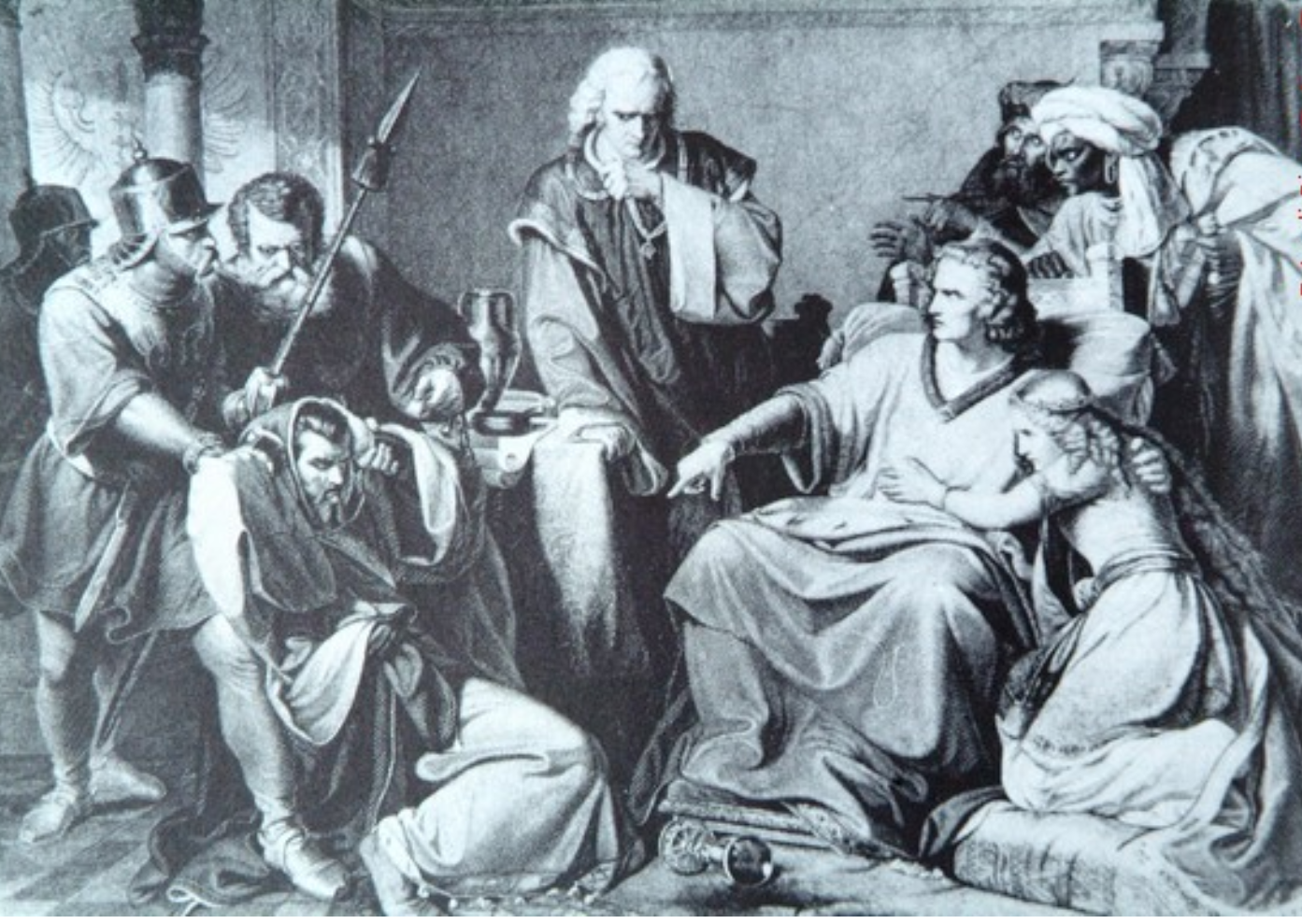
На картине Ю. Шрадера Фридрих обнаруживает заговор. Врач схвачен стражей, Фридрих указывает на него и смотрит на Пьетро.

В начале февраля 1249 года в Кремоне Пьетро был арестован, император сместил его со всех постов по обвинению в государственной измене и растрате. Запись от марта 1249 года в хронике сообщает:
Император <...>  приказал взять под стражу Пьетро делла Виньи, предавшего его.
Оригинальный текст (лат.)Imperator <...> ubi capi fecit Petrum de Vinea ejus proditorem.
Лейб-медик императора, подкупленный легатом папы, пытался дать Фридриху яд. Согласно Матвею Парижскому, император, заподозрив неладное, приказал врачу самому попробовать питьё. По реакции врача стало очевидно его предательство, и его тут же схватили охранники, заставив выпить отраву. Фридрих обвинил Пьетро в причастности к этому заговору. Министра судили, ослепили и заключили в замок Сан-Миниато, где он и умер. Точная дата и причина его смерти неизвестны. Возможно, что он умер или через несколько дней от последствий ослепления, или покончив с собой. В этом случае смерть произошла в 1249 году. Согласно утверждению известного юриста XVIII века, исследовавшего историю права в Италии, Фламинио дель Борго, Пьетро скончался в 1256 году в Пизе.
Относительно виновности Пьетро современники и историки высказывали различные версии. Те, кто верил в его вину, называли различные причины его предательства. Колюччо Салютати называл Пьетро предателем, веря в его участие в заговоре. Матвей Парижский сообщал, что Пьетро делла Винья договорился с врачом императора об отравлении Фридриха, и что император плакал, обнаружив предательство. Своему зятю, графу Казерта, Фридрих писал:
Он, хранивший казну с деньгами, превратил посох справедливости в змею. <...> Он привычными обсчётами довел империю до такой опасности, из-за которой и император, и империя подобно египетской боевой колеснице вместе с войском фараоновым исчезли бы в пучине морской.
Известно, что Пьетро имел тайные связи с папским двором. Весной 1246 года Раньери да Витербо звал Пьетро «сбросить иго фараона и вернуться в лоно Церкви». Также известно письмо Пьетро Генриху III Английскому с просьбой о «подданстве» (в терминах XIII века это означало стать вассалом короля Англии или поступить к нему на службу), уверяя, что это не повредит императору.
Джованни Виллани, хронист враждебной императору партии гвельфов, считал, что причиной падения Пьетро была зависть императора к талантам своего логофета:
Некоторое время спустя Фридрих приказал ослепить мудрого ученого маэстро Пьетро делла Винья, своего секретаря, обвинив его в измене. Истинной же причиной была зависть императора к его славе, и после этой расправы ученый скоро скончался в тюрьме от горя, по слухам, сам лишив себя жизни.

### Семья
Из переписки Пьетро известно, что он был дважды женат и имел несколько дочерей. Также у Пьетро были сестра Граната, брат Томмазо, племянники Анджело, Гульельмо и Джованни. Первый сын Пьетро от второй жены умер при рождении, о чём сохранилось письмо Пьетро тестю и тёще. Источники называют имена других сыновей: Анджело, Карло и Бертрамо.
Вторая жена Пьетро, Констанца, была дочерью Роффредо Эпифанио ди Беневенто, известного юриста, преподававшего в университете Болоньи, где Пьетро учился. Впоследствии Роффредо был одним из юристов, служивших Фридриху, как и Пьетро. Роффредо был членом Великого суда, работал над Мельфийскими конституциями и был участником нескольких дипломатических миссий.
Брат отца Пьетро, Таддео, был аббатом.

## Личность
Пьетро делла Винья был высокообразованным человеком, внесшим ощутимый вклад в правовые реформы в Сицилии; исследователи относят его к представителям Проторенессанса. Он был одним из самых известных представителей того сообщества поэтов, которые образовали при дворе Фридриха так называемую Сицилийскую школу поэзии. Уго Фосколо отметил вклад Фридриха и его канцлера Пьетро делла Виньи в итальянскую литературу:
Император Федериго Второй и его знаменитый министр Пьетро делла Винья были, если и не первыми, то самыми счастливыми и самый выдающимися любителями итальянской литературы, и они имеют право на славу её основателей.
Оригинальный текст (итал.)L' imperatore Federigo Secondo e il suo celebre ministro Pier delle Vigne furono,  se non i primi, i più felici ed illustri cultori della letteratura italiana , e hanno buon diritto alla gloria d' esserne i fondatori.
Ещё более Пьетро известен как владевший в совершенстве эпистолярным жанром (искусство написания писем). Письма, написанные Пьетро делла Винья на латыни, долгое время были образцом написания официальных посланий. Они были собраны вместе и изданы для удобства использования. Сохранились издания XVI века.

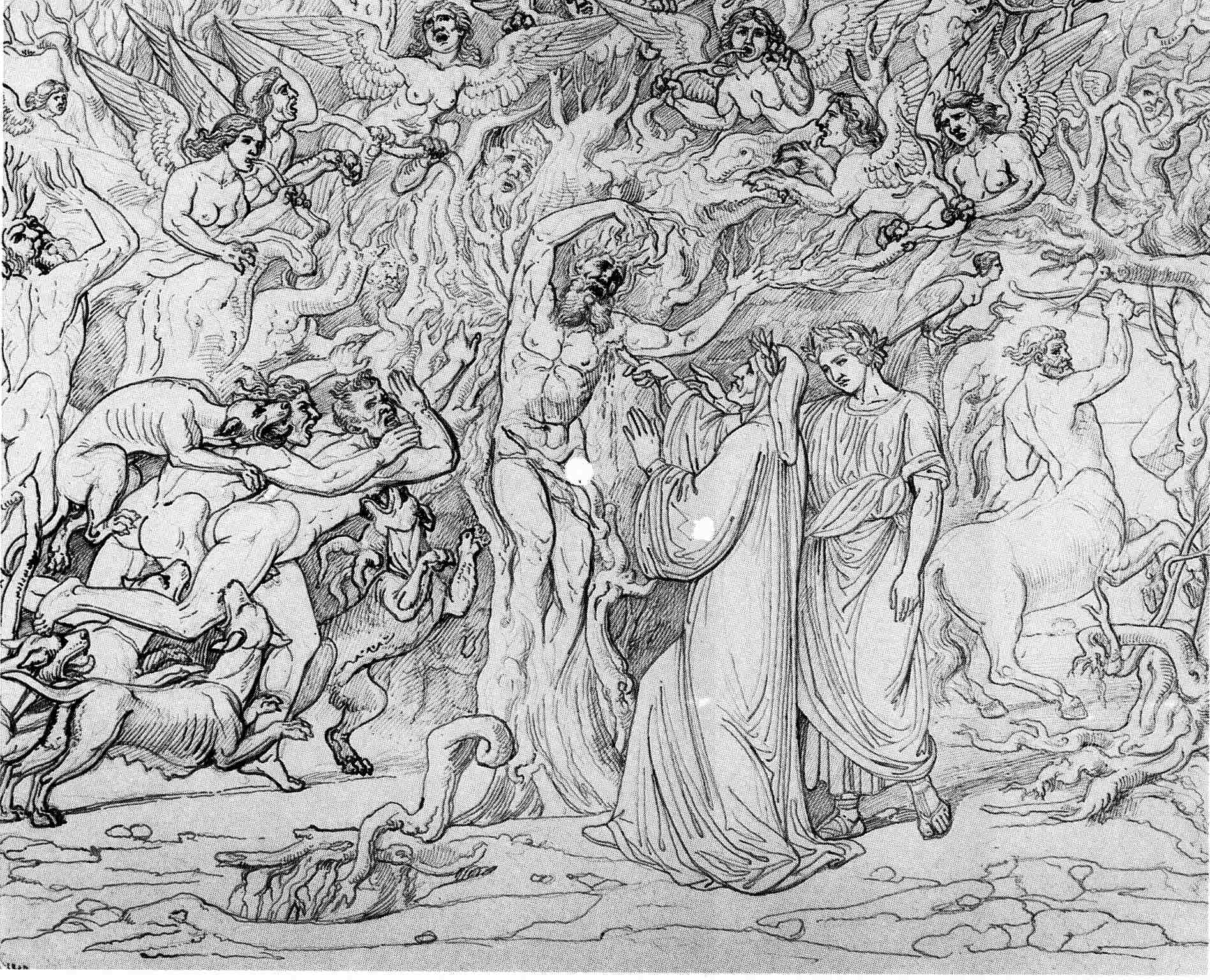
На иллюстрации Й. А. Коха (1805) Данте и Вергилий видят Пьетро в Лесу Самоубийц.

Пьетро делла Винья подозревался в еретичестве. Считалось, что именно он в соавторстве с Фридрихом написал изданный анонимно «Трактат о трёх самозванцах» (лат. De tribus impostoribus), в которой утверждалось, что пророки различных религий, Моисей , Иисус и Мухаммед, являются вымышленными персонажами (Мосхайм, Матвей Парижский). Винья, однако, писал, что выступает против основополагающих принципов книги. Первым обвинение в авторстве трактата выдвинул в 1239 году папа Григорий IX.
В «Божественной комедии» Данте Алигьери в 7 круге Ада в Лесу Самоубийц Вергилий и автор встречают Пьетро в виде терновника. Данте сначала не понимает, что деревья и кустарники в этом лесу — души грешников, и ломает ветку. Из надломленного места сочится кровь «и ствол воскликнул: „Не ломай, мне больно!“». После чего рассказывает о себе, заявляет о своей невиновности и обвиняет в своей судьбе клевету завистников:
Развратница, от кесарских палат

Не отводящая очей тлетворных,

Чума народов и дворцовый яд,

Так воспалила на меня придворных,

Что Август, их пыланьем воспылав,

Низверг мой блеск в пучину бедствий черных

<...>

И тот из вас, кто выйдет к свету дня,

Пусть честь мою излечит от извета,

Которым зависть ранила меня! 